# Killing Me Tenderly
"Killing Me Tenderly" var en låt som framfördes av Anna Sahlene & Maria Haukaas Storeng i den svenska Melodifestivalen 2009. Låten är skriven av Amir Aly, Henrik Wikström och Tobbe Petersson. Låten slutade på sjunde plats i vid deltävling 4 i Malmö Arena den 28 februari 2009.
Melodin testades på Svensktoppen den 22 mars 2009 men missade listan.
Under Melodifestivalen 2012 var låten med i "Tredje chansen".

## Listplaceringar
| Lista (2009) | Topplacering |
| ------------ | ------------ |
| Sverige      | 10           |